# Led Zeppelin II
Led Zeppelin II – drugi album studyjny brytyjskiej grupy rockowej Led Zeppelin, wydany w 1969. Sesje nagraniowe odbywały się w różnych miejscach w Stanach Zjednoczonych i Wielkiej Brytanii, od stycznia do sierpnia 1969. Nad produkcją czuwał gitarzysta Jimmy Page, na albumie po raz pierwszy użyto też technik nagrywania opracowanych przez inżyniera dźwięku, Eddiego Kramera. Led Zeppelin II, poza elementami bluesa i folka, demonstruje ewoluujący styl muzyczny zespołu, cechujący się opartym na gitarowych riffach brzmieniem. Album jest opisywany jako najcięższy w historii grupy.
Album sprzedawał się dobrze, stając się pierwszym w historii zespołu, który osiągnął najwyższe miejsce na amerykańskich i brytyjskich listach. Został też nominowany do nagrody Grammy w 1970 za najlepszą okładkę. W 1999 uzyskał status dwunastokrotnej platynowej płyty w Stanach Zjednoczonych po przekroczeniu progu 12 milionów sprzedanych egzemplarzy. W 2003 album został sklasyfikowany na 75. miejscu listy 500 albumów wszech czasów magazynu Rolling Stone.

## Historia
Album powstawał w okresie, gdy Led Zeppelin intensywnie koncertował – od stycznia do sierpnia 1969 – kończąc cztery europejskie i trzy amerykańskie trasy. Każdy utwór został nagrany, zmiksowany i wyprodukowany oddzielnie, w różnych studiach w Wielkiej Brytanii i Ameryce Północnej. Sesje nagraniowe odbywały się w przerwach między koncertami i z tego względu charakteryzowały się pośpiechem i spontanicznością. Basista John Paul Jones wspominał: Dużo koncertowaliśmy. Riffy Jimiego [Page’a] były szybkie i wściekłe. Wiele z nich pochodziło prosto ze sceny, szczególnie z długiego, zaimprowizowanego fragmentu „Dazed and Confused”. Zapamiętywaliśmy najlepsze rzeczy i pędziliśmy z nimi do pobliskiego studia.
Niektóre ze studiów nagraniowych, z których zespół korzystał, były słabo wyposażone. Jedno z nich, w Vancouver, dysponowało 8-ścieżkowym sprzętem, pozbawionym jednak odpowiednich słuchawek. Wokalista zespołu, Robert Plant, wspominał proces nagrywania następująco: To było naprawdę szalone. Pisaliśmy kawałki w pokojach hotelowych, sekcję rytmiczną dodawaliśmy w Londynie, wokal w Nowym Jorku, harmonie były nakładane w Vancouver, a potem wracaliśmy do Nowego Jorku, aby wszystko zmiksować.
Page wyjaśnił później, że część materiału do albumu powstała podczas prób przed kolejnymi koncertami.

## Nagrywanie
Sesje nagraniowe odbywały się w Olympic Studios oraz Morgan Studios w Londynie; w A & M Studios, Quantum, Sunset, Mirror Sound i Mystic Studios w Los Angeles; Ardent Studios w Tennessee; w A & R, Juggy Sound, Groove i Mayfair Studios w Nowym Jorku; wreszcie w „chatce” w Vancouver.
Za produkcję w całości odpowiadał Jimmy Page. Był to równocześnie pierwszy album Led Zeppelin, na którym wykorzystano umiejętności i techniki inżyniera dźwięku Eddiego Kramera, którego wcześniejsza współpraca z Jimim Hendrixem zachwyciła zespół, a zwłaszcza Page’a. Ekspert od Led Zeppelin, Dave Lewis, napisał o produkcji albumu: To, że ten album zatriumfował, zwłaszcza jeśli chodzi o realizację, która brzmi świeżo do dziś, było w niemałym stopniu efektem owocnego sojuszu Page’a i Kramera. Ta współpraca ujawniła się szczególnie w środkowym fragmencie utworu „Whole Lotta Love”. Kramer powiedział o nim: Słynny mix „Whole Lotta Love”, gdzie wszystko staje na głowie, to ja i Jimmy, latający po konsoli i przełączający na niej co popadnie.
W innym wywiadzie Kramer przypisał Page’owi większość zasług za brzmienie, uzyskane pomimo zróżnicowanych warunków, w jakich odbywało się nagrywanie: Poskładaliśmy ten album z kawałków. Niektóre numery wykroiliśmy w najdziwniejszych miejscach, jakie można sobie wyobrazić, w dziurach zabitych deskami, tanich studiach. Ale koniec końców zabrzmiało to wspaniale jak cholera. Dźwięk na [Led] Zeppelin II był jednolity, ponieważ władzę miał jeden facet i to był pan Page. Page i Kramer spędzili dwa dni, miksując album w studiu A & R w Los Angeles.

## Kompozycja
Gotowe utwory oddają surowe brzmienie zespołu i jego talent do występów na żywo. O albumie pisano, że cechuje go dalsze rozwijanie tematyki poruszanej przez Roberta Planta na Led Zeppelin, tworzącej jednak dzieło cieszące się większą aklamacją i o większym wpływie na muzykę.
„Whole Lotta Love” i „Lemon Song” zawierają motywy seksualne. Jak zauważył Plant: Led Zep II był bardzo męski. Ten album miał wyznaczać, czy mieliśmy moc i zdolność stymulowania. Był wciąż oparty na bluesie, ale był też bardziej cielesnym podejściem do muzyki i dość ekstrawaganckim. Powstawał w drodze między hotelowymi pokojami a groupies, i coś w tym było.
Led Zeppelin II cechują eksperymenty z różnymi podejściami i stylami muzycznymi, jak naprzemiennie występujące ciche i głośne fragmenty w „What Is and What Should Never Be” oraz w „Ramble On” (gdzie Page zagrał na gitarze akustycznej), czy kojarzącej się z popem balladzie „Thank You”. Tajemnicza atmosfera „Ramble On” przyczyniła się do utrwalenia wpływu tematyki fantasy na hard rock, co wynikało między innymi z zainteresowania Planta twórczością Tolkiena. Ten muzyczny kierunek miał później skumulować się na Led Zeppelin IV. Instrumentalny utwór „Moby Dick” zawiera długie perkusyjne solo Bonhama, które na koncertach było jeszcze bardziej wydłużane, trwając czasami nawet przez pół godziny.
Wkład Page’a w album był znaczący, przykładem może być gitarowe solo w utworze „Heartbreaker”, naśladowane później przez licznych młodszych gitarzystów.
Led Zeppelin II był pierwszym albumem, na którym Page zagrał na Gibsonie Les Paulu z 1959, gitarze, która stała się popularna między innymi dzięki niemu. Jego innowacyjne techniki nagrywania i sztuczki z mikrofonami na takich utworach jak „Ramble On” czy „Whole Lotta Love” zaprezentowały jego umiejętności, pomysłowość i producencką oryginalność.
Magazyn Rolling Stone nazwał później gitarowy riff Page’a z tego ostatniego wymienionego utworu jednym z najbardziej rozradowanych w historii rock and rolla. John Paul Jones oceniał później wkład Page’a: Jimmy stawiał pierwsze kroki jako samodzielny producent gdzieś w okolicach „Whole Lotta Love”. Ten odwrócony pogłos. Mnóstwo mikrofonowych technik. Każdy myśli, że on wchodzi do studia z całą ścianą wzmacniaczy, ale tak nie jest. On używa naprawdę małego wzmacniacza, resztę załatwiają triki z mikrofonami.
Album odznaczył się zaostrzeniem głosu Planta, a także zasygnalizował jego głębsze zaangażowanie w pisanie utworów. Na pierwszym wydawnictwie zespołu nazwisko wokalisty nie było wymienione ze względu na jego wcześniejsze kontrakty z CBS Records, jeszcze jako solowego artysty. Jednak jego wpływ na utwory takie jak „What Is and What Should Never Be” czy „Ramble On” wyznaczył zespołowi muzyczny kierunek na przyszłość. Plant stwierdził później, że dopiero przy nagrywaniu Led Zeppelin II poczuł się jak w domu jako wokalista Led Zeppelin. W wywiadzie dla magazynu Uncut dodał: Przy Led Zep I (1969), o ile pamiętam, myślałem, że to zrobię [odejdę z zespołu]. Nie czułem się tam zbyt komfortowo, bo dużo ode mnie wymagano jako wokalisty – zresztą tak było przez cały okres w Zeppelinie. Stresowało mnie to i nie byłem zadowolony ze swego położenia aż do „dwójki”.

## Okładka

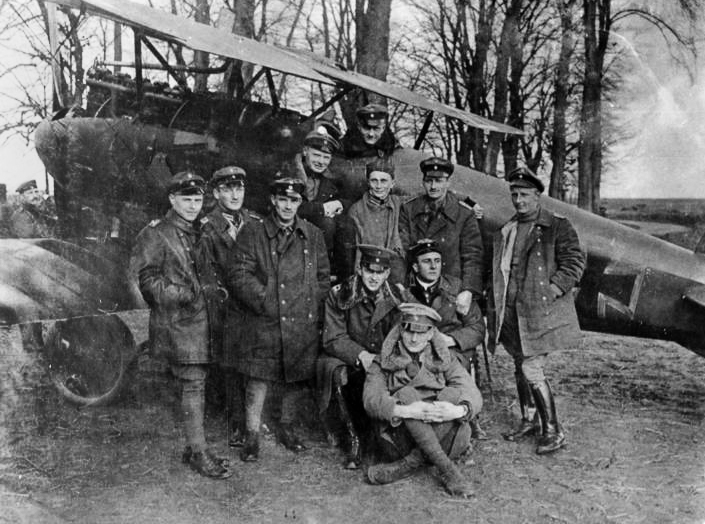
Oryginalna wersja zdjęcia z okładki

Projekt okładki wykonał David Juniper, któremu po prostu zlecono wymyślenie czegoś ciekawego. Jego projekt oparty był na fotografii przedstawiającej Jagdstaffel 11 – niemiecką jednostkę myśliwską okresu I wojny światowej, stanowiącą część „Latającego cyrku”, dowodzonego przez Czerwonego Barona. Zdjęcie zostało zabarwione, po czym naniesiono na nie wizerunki twarzy członków zespołu, pochodzące z reklamowej fotografii wykonanej w 1969. Umieszczono też na nim inne twarze – Juniper podał, że jest to Miles Davis lub Blind Willie Johnson, przyjaciółka Andy’ego Warhola (prawdopodobnie Mary Woronov) oraz astronauta Neil Armstrong, chociaż w rzeczywistości był to inny astronauta, Frank Borman. Samolot z oryginalnego zdjęcia zastąpiono konturem sterowca na brązowym tle, stąd album jest też znany pod nazwą „Brązowy Bombowiec”.

## Wydanie i odbiór
| Recenzje                      | Recenzje       |
| Publikacja                    | Ocena          |
| ----------------------------- | -------------- |
| AllMusic                      | 5/5 gwiazdek   |
| BBC Music                     | pozytywna      |
| Blender                       | 4/5 gwiazdek   |
| Robert Christgau              | B              |
| Entertainment Weekly          | A+             |
| Pitchfork Media               | 10/10 gwiazdek |
| Rolling Stone                 | –              |
| The Rolling Stone Album Guide | 5/5 gwiazdek   |

Album został wydany 22 października 1969 przez Atlantic Records. Z góry zamówionych zostało 400 000 kopii. Led Zeppelin II był pierwszym albumem zespołu, który osiągnął pierwsze miejsce na liście przebojów w Stanach Zjednoczonych, skąd dwukrotnie strącił Abbey Road Beatlesów, pozostając na tej pozycji przez siedem tygodni. Do kwietnia 1970 w Ameryce zanotowano 3 miliony sprzedanych egzemplarzy, podczas gdy w Wielkiej Brytanii utrzymywał się przez 138 tygodni na liście albumów, osiągając pierwsze miejsce w lutym 1970.
Największym przebojem z albumu był utwór „Whole Lotta Love”. W styczniu 1970 dotarł on do 4. miejsca listy Billboard Hot 100 po tym, jak wytwórnia płytowa wbrew woli zespołu wydała skróconą wersję singla. Na stronie B zamieszczono utwór „Living Loving Maid (She's Just a Woman)”, który również znalazł się w zestawieniu magazynu Billboard, osiągając w kwietniu 1970 miejsce 65. Album utrwalił wizerunek zespołu jako atrakcji koncertowej.
W 1970 David Juniper został nominowany do nagrody Grammy za „najlepszą okładkę albumu” za Led Zeppelin II. 10 listopada 1969 album zdobył status złotej płyty w Stanach Zjednoczonych. Do 14 listopada 1999 sprzedano 12 mln egzemplarzy, przynosząc albumowi status dwunastokrotnej platynowej płyty.
Albumy Led Zeppelin, Led Zeppelin II i Led Zeppelin III zostały poddane remasteringowi i wydane ponownie 2 czerwca 2014. Dostępne są w 6 różnych formatach: standardowa edycja CD, edycja specjalna na dwóch CD, standardowa edycja na płycie winylowej, edycja specjalna na dwóch płytach winylowych, edycja specjalna z dwiema CD, dwiema płytami winylowymi i książką, a także w postaci cyfrowej. Wszystkie edycje specjalne zawierają alternatywne wersje utworów, podkłady dźwiękowe oraz niewydany wcześniej instrumentalny utwór „La La”. Na okładkach wznowień wykorzystano negatywy oryginalnych okładek.

## Dziedzictwo
Dziennikarze muzyczni wymieniają Led Zeppelin II jako gotową receptę dla heavymetalowych zespołów, które naśladowały ten album w swojej twórczości. Utwory wywodzące się z bluesa, jak „Whole Lotta Love”, „Heartbreaker”, „The Lemon Song”, „Moby Dick” oraz „Bring It On Home”, w których raczej riff gitarowy niż śpiew w refrenie stanowią główny element utworu, są uważane za standardy swojego gatunku.
Tego rodzaju aranżacja była nietypowa dla muzyki popularnej okresu wydania tego albumu. Gitarowe solo Page’a w „Heartbreaker”, wykorzystujące technikę tappingu, stało się jednym z głównych czynników inspirujących późniejszą twórczość takich wykonawców jak Eddie Van Halen czy Steve Vai. Album inspirował również zespoły rockowe: Aerosmith, Iron Maiden, Guns N’ Roses.
W 1970 na 13. miejsce listy UK Singles Chart dostał się utwór „Whole Lotta Love” w instrumentalnej wersji, wykonywanej przez zespół Collective Consciousness Society (znany jako CCS). Był to największy przebój tego zespołu. Podobna wersja tego utworu, nagrana przez członków CCS była od 1972 używana w czołówce programu Top of the Pops, a później także w 1998 w ramach „powrotu programu do korzeni”.
Od momentu wydania Led Zeppelin II był uważany przez krytyków i dziennikarzy za jeden z najbardziej wpływowych w historii muzyki rockowej, był nagradzany na łamach muzycznej prasy i często zajmował wysokie miejsca w zestawieniach najlepszych albumów. W 1989 magazyn Spin umieścił go na 5. miejscu listy 25 najlepszych albumów wszech czasów. W 2000 magazyn Q przyznał mu miejsce 37. na liście 100 najlepszych brytyjskich albumów. W 2003 wydawnictwo znalazło się na 75. pozycji listy 500 najlepszych albumów wszech czasów magazynu Rolling Stone.

### Wyróżnienia
| Wydawca                    | Kraj              | Wyróżnienie                                                    | Rok  | Miejsce   |
| -------------------------- | ----------------- | -------------------------------------------------------------- | ---- | --------- |
| Nagroda Grammy             | Stany Zjednoczone | „Nagroda Grammy za najlepszą okładkę wydawnictwa”              | 1970 | nominacja |
| Guitarist                  | Wielka Brytania   | „50 najbardziej wpływowych gitarowych albumów wszech czasów”   | 1994 | 3         |
| Mojo                       | Wielka Brytania   | „100 najlepszych albumów, jakie kiedykolwiek zrobiono”         | 1996 | 41        |
| The Guitar                 | Stany Zjednoczone | „Album tysiąclecia”                                            | 1999 | 6         |
| Rolling Stone              | Stany Zjednoczone | „500 najlepszych albumów wszech czasów”                        | 2003 | 75        |
| Q                          | Wielka Brytania   | „100 najlepszych albumów”                                      | 2003 | 37        |
| Rock Hard                  | Niemcy            | „500 najlepszych albumów rockowych i metalowych wszech czasów” | 2005 | 318       |
| Robert Dimery              | Stany Zjednoczone | „1001 Albums You Must Hear Before You Die”                     | 2006 | –         |
| Classic Rock               | Wielka Brytania   | „100 najlepszych brytyjskich albumów rockowych wszech czasów”  | 2006 | 8         |
| Rock and Roll Hall of Fame | Stany Zjednoczone | „Definitywna 200: najlepsze 200 albumów wszech czasów”         | 2007 | 47        |
| Q                          | Wielka Brytania   | „50 lat wielkiej brytyjskiej muzyki (lata 1960.)”              | 2008 | –         |

## Lista utworów
| Nr | Tytuł utworu                              | Autorzy                                                                  | Długość |
| -- | ----------------------------------------- | ------------------------------------------------------------------------ | ------- |
| 1. | „Whole Lotta Love”                        | John Bonham / Willie Dixon / John Paul Jones / Jimmy Page / Robert Plant | 5:34    |
| 2. | „What Is and What Should Never Be”        | Page / Plant                                                             | 4:46    |
| 3. | „The Lemon Song”                          | Bonham / Chester Burnett / Jones / Page / Plant                          | 6:19    |
| 4. | „Thank You”                               | Page / Plant                                                             | 4:49    |
| 5. | „Heartbreaker”                            | Bonham / Jones / Page / Plant                                            | 4:14    |
| 6. | „Living Loving Maid (She's Just a Woman)” | Page / Plant                                                             | 2:39    |
| 7. | „Ramble On”                               | Page / Plant                                                             | 4:34    |
| 8. | „Moby Dick”                               | Bonham / Jones / Page                                                    | 4:20    |
| 9. | „Bring It On Home”                        | Dixon                                                                    | 4:19    |
|    |                                           |                                                                          | 41:34   |

Oryginalne wydanie na płycie winylowej nieprawidłowo podaje czas trwania utworu „Thank You” jako 3:50.

### Dodatkowe utwory na edycji specjalnej
| Nr | Tytuł utworu                                        | Autorzy                               | Długość |
| -- | --------------------------------------------------- | ------------------------------------- | ------- |
| 1. | „Whole Lotta Love” (inna wersja)                    | Bonham / Dixon / Jones / Page / Plant | 5:38    |
| 2. | „What Is and What Should Never Be” (inna wersja)    | Page / Plant                          | 4:33    |
| 3. | „Thank You” (podkład)                               | Page / Plant                          | 4:21    |
| 4. | „Heartbreaker” (inna wersja)                        | Bonham / Jones / Page / Plant         | 4:24    |
| 5. | „Living Loving Maid (She's Just a Woman)” (podkład) | Page / Plant                          | 3:08    |
| 6. | „Ramble On” (inna wersja)                           | Page / Plant                          | 4:43    |
| 7. | „Moby Dick” (podkład)                               | Bonham / Jones / Page                 | 1:37    |
| 8. | „La La” (remiks)                                    | Jones / Page                          | 4:07    |
|    |                                                     |                                       | 32:31   |

## Osiągnięcia na listach przebojów
| Rok  | Kraj              | Lista                                  | Pozycja |
| ---- | ----------------- | -------------------------------------- | ------- |
| 1969 | Stany Zjednoczone | Billboard 200                          | 1       |
| 1969 | Stany Zjednoczone | Billboard Soul LP's                    | 32      |
| 1969 | Francja           | –                                      | 3       |
| 1969 | Kanada            | RPM 100                                | 1       |
| 1970 | Wielka Brytania   | Top 40 Official Albums Chart           | 1       |
| 1970 | Norwegia          | –                                      | 2       |
| 1970 | Australia         | Kent Music Report Top 100 Albums Chart | 1       |
| 1970 | Włochy            | –                                      | 2       |
| 2014 | Polska            | –                                      | 9       |

### Single
| Rok  | Singel                                    | Kraj              | Lista             | Pozycja |
| ---- | ----------------------------------------- | ----------------- | ----------------- | ------- |
| 1970 | „Whole Lotta Love”                        | Stany Zjednoczone | Billboard Hot 100 | 4       |
| 1997 | „Whole Lotta Love”                        | Wielka Brytania   | UK Singles Chart  | 21      |
| 1970 | „Living Loving Maid (She's Just a Woman)” | Stany Zjednoczone | Billboard Hot 100 | 65      |

## Certyfikacje
| Kraj                                                                                | Certyfikacja        | Sprzedaż / Nakład |
| ----------------------------------------------------------------------------------- | ------------------- | ----------------- |
| Argentyna (CAPIF)                                                                   | złota płyta         | 30 000            |
| Australia (ARIA)                                                                    | 4× platynowa płyta  | 280 000           |
| Austria (IFPI Austria)                                                              | złota płyta         | 25 000            |
| Kanada (Music Canada)                                                               | 9× platynowa płyta  | 900 000           |
| Francja (SNEP)                                                                      | 2× złota płyta      | 200 000           |
| Włochy (FIMI)                                                                       | złota płyta         | 50 000            |
| Hiszpania (PROMUSICAE)                                                              | złota płyta         | 50 000            |
| Wielka Brytania (BPI)                                                               | 4× platynowa płyta  | 1 200 000         |
| Stany Zjednoczone (RIAA)                                                            | 12× platynowa płyta | 12 000 000        |
| Dane o sprzedaży lub nakładzie są oparte wyłącznie na progu dla danej certyfikacji. |                     |                   |

## Twórcy

### Muzycy
- John Bonham – perkusja, timpani
- John Paul Jones – gitara basowa, organy („Thank You”)
- Jimmy Page – gitara elektryczna, gitara akustyczna, wokal wspierający, theremin („Whole Lotta Love”)
- Robert Plant – śpiew, harmonijka ustna

### Produkcja
- George Chkiantz – inżynier dźwięku („Whole Lotta Love” i „What Is and What Should Never Be”)
- John Davis – inżynier dźwięku (edycja z 2014)
- Barry Diament – inżynier dźwięku (pierwsza edycja CD z 1987)
- Peter Grant – producent wykonawczy
- Chris Huston – inżynier dźwięku („The Lemon Song” i „Moby Dick”)
- Andy Johns – inżynier dźwięku („Thank You”)
- Eddie Kramer – inżynier dźwięku, miksowanie
- Bob Ludwig – mastering, inżynier dźwięku
- George Marino – inżynier dźwięku (edycja CD z 1990)